# Hektar
En hektar (ha) er et areal på 10.000 kvadratmeter (m²) eller 0,01 km², hvilket er samme størrelse som et kvadrat på 100 meter × 100 meter. Til en kvadratkilometer går der 100 hektar.
Hektar betyder 100 ar altså hekto-ar, som så er blevet til hektar.
Hektar bruges ofte til at angive landområders areal og svarer til lidt under to tønder land (én tønde er 5.516,24 m², og således 1,812 tønder land).

## Eksterne links
- Konverter hektar til andre arealmål